# Boko Haram
Boko Haram (en àrab: بوكو حرام, Būkū Ḥarām) és un grup extremista islàmic amb base operativa al nord-est de Nigèria, concretament als estats de Borno, Yobe i Adamawa, i actiu en països com el Camerun, Mali, Txad i Níger. És considerada una organització terrorista per diversos Estats d'Occident.

## Nom
El nom de l'organització, en llengua hausa, es pot traduir com «l'educació occidental o no-islàmica és un pecat». Oficialment, es diu Jama'atu Ahlis Sunna Lidda'Awati Wal-Jihad (àrab: جماعة أهل السنة للدعوة والجهاد, Jamāʿat Ahl as-Sunna li-d-Daʿwa wa-l-Jihād) que es pot traduir com «Grup de Sunnites per la Propagació i la jihad».

## Història
Boko Haram fou fundat a l'estat de Borno, al nord de Nigèria, el 2002 per Mohammed Yusuf. Originalment va ser considerada com una facció dels Talibans a Nigèria, per la semblança d'ideologia i mètodes. Abans del 2009, els seguidors del fundador Yusuf no eren gaire actius en la lluita armada, però alguns dels seus atacs tenien com a objectiu principal les forces de seguretat nigerianes. El 2003, un grup de seguidors de Mohammed Yusuf va establir un petit assentament prop de la frontera del Níger anomenat "Afghanistan". Oficials locals denunciaren l'assentament i en varen demanar el desmantellament. Tot i això, l'escalada de tensió va culminar amb l'assalt de casernes policials nigerianes i aquests, varen respondre matant a membres del grup i destruint l'assentament. Els nombrosos arrestos de Mohammed Yusuf van resultar en una treva del grup amb el govern que va durar cinc anys.
El 2009, membres de Boko Haram varen decidir refusar la llei i les ordres vingudes del govern nigerià. La llei que obligava als motoristes a dur casc va ser interpretada pels membres de l'organització com a no-islàmica. L'arrest de diversos membres va esdevenir en una sèrie de manifestacions on Boko Haram tingué el seu primer gran enfrontament amb la policia nigeriana. En unes manifestacions que van deixar més de 800 morts, el llavors líder i fundador de Boko Haram, Mohammed Yusuf, va ser detingut i interrogat per la policia de Nigèria. Els seus opositors el varen acusar de tenir diversos ordinadors tot i la seva llarga denuncia sobre l'educació i la ciència occidental. Yusuf va ser acusat pel govern nigerià de lideratge d'organització terrorista i fou executat sense haver passat pels tribunals, en el que el govern descrigué com una "guerra d'armes".
Les nombroses detencions de membres de l'organització sumat a l'execució del líder fundador foren les causants d'una escalada de violència per part de Boko Haram. Abubakar Shekau va convertir-se en el nou líder, principalment per les seves radicals i avançades tàctiques, a més d'una llarga llista de contactes amb alts càrrecs d'Al-Qaida i altres organitzacions com Ansaru o Al-Xabab. L'agermanament amb potents organitzacions armades com Al-Qaida ha portat Boko Haram a una expansió internacional tant en aspectes logistics com de finançament. Es coneix que des del 2010 fins al 2012, Boko Haram ha rebut entrenament operatiu per part d'Al-Qaida en la utilització d'explosius i execució de grans atemptats. Des del 2009, coincidint amb el canvi de lideratge, Boko Haram ha esdevingut una de les organitzacions armades més violentes del món. Hi ha indicis que l'organització terroritza motociclistes al nord de Nigèria i també han fet servir motoserres per decapitar conductors de camions que passen per àrees on Boko Haram és present.
Per a finançar les seves operacions, Boko Haram començà a robar bancs per poder proveir-se d'armament pesant. Es van incrementar els actes de pirateria a les costes nigerianes a més d'un gran increment del tràfic de drogues. Per primer cop, el 2013, l'organització va adquirir peces d'artilleria pesant que han estat utilitzades per atacar posicions de l'exèrcit nigerià i comissaries de policia. En un intent de debilitar l'organització, el president de Nigeria va oferir una amnistia per tots els membres de Boko Haram que s'entreguessin i deixessin les armes. La resposta dels caps de l'organització va ser de refusar aquest oferiment i oferir amnistia a tots aquells membres del govern que es rendissin a Boko Haram. L'abril del 2014 Boko Haram va segrestar 276 alumnes al Nigèria. El segrest fou altament seguit per la premsa internacional. Només 57 noies aconseguiren fugir de les mans de l'organització i fins al 2017 el grup n'alliberà unes 107 després de negociacions amb el govern nigerià.
Els insurgents van ser derrotats i van perdre gairebé totes les seves terres durant l'ofensiva de l'Àfrica Occidental de 2015 de la Multinational Joint Task Force, el descontentament va créixer entre els rebels, i malgrat les ordres del comandament central d'Estat Islàmic de deixar d'utilitzar dones i nens suïcides i abstenir-se d'assassinar civils en massa, Shekau es va negar a canviar de tàctica i fou destituït com a líder de l'ISWAP a l’agost de 2016. Shekau va respondre trencant amb el comandament central d'Estat Islàmic, però molts dels rebels es van mantenir fidels a Estat Islàmic. Com a resultat, el moviment rebel es va dividir en una facció lleial a Shekau ("Jama'at Ahl al-sunna li-l-Da'wa wa-l-Jihad", coneguda generalment com "Boko Haram"), i una facció pro-Estat Islàmic dirigida per Abu Musab al-Barnawi (que continuava anomenant-se "Província d'Àfrica Occidental de l'Estat Islàmic"). Aquests dos grups s'han enfrontat entre ells, tot i que possiblement van cooperar ocasionalment contra els governs locals. En febrer de 2018, lorganització va dur a terme un nou segrest massiu de noies d'una escola a Nigèria.
El maig de 2021, l'ISWAP va envair el bosc de Sambisa a l'estat de Borno, la base principal de Boko Haram. Després de forts combats va arraconar el seu líder Abubakar Shekau. Les dues parts van iniciar negociacions sobre la rendició de Boko Haram durant les quals Shekau es va suïcidar, possiblement detonant-se amb una armilla suïcida.

## Ideologia
Boko Haram és una organització terrorista d'ideologia salafista jihadista fundada pel clergue Mohammed Yusuf, qui va ser prèviament líder d'un grup salafista el 1990 i que va rebre inspiració del fonamentalista del segle xiv, Ibn Taymiyyah. La ideologia de Boko Haram és un extremisme de la doctrina sunnita-salafista, que reclama que la proximitat al Profeta Mohammad va associada a la verdadera forma de l'Islam. Aquesta pràctica de la religió islàmica ha donat lloc a l'aparició de salafistes jihadistes que cruen en l'ús de la violència, fins i tot contra altres musulmans. Boko Haram està associada amb la ideologia sunnita-salafista jihadista que fa una crida a l'ús de la violència per retornar a una forma original de l'Islam i el refús de tot allò que sigui no-islàmic.
La ideologia propagandística de l'organització per reclutar, estructurar i planejar estratègies es basa en el principi de refusar i condemnar la civilització occidental, caracteritzada per un modern govern nigerià i construint una societat basada en valors islàmics, estructurada al voltant de l'establiment d'un estat islàmic.

## Organització

### Lideratge i estructura
Boko Haram té una organització estructural basada en un nombre de cèl·lules i capes jeràrquiques. L'organització gaudeix del suport de simpatitzants islamistes del nord de Nigèria, incloent-hi institucions governamentals, militars i policials a més del suport del grup ètnic Kanuri, que compta amb el 4% de la població nigeriana.
Abubakar Shekau és l'actual líder de l'organització Boko Haram. L'òrgan suprem per debatre i decidir és conegut com el Consell Shura. Aquest Consell està format per una trentena de persones i té el comandament absolut sobre les diferents cèl·lules de l'organització. Els diferents departaments sota control del Consell Shura estan separats per àrea de responsabilitat i especialització tàctica. Alguns d'aquests departaments són els d'activistes suïcides, segrestos, intel·ligència, selecció d'objectius i vigilància. Es coneix l'existència de departaments com el de fabricació d'explosius, estudi d'objectius bomba, robatoris i contractació de membres de seguretat i reclutament i entrenament de nous membres. Boko Haram també disposa de departaments de suport com el de benestar per als membres de l'organització i el de supervivència pels familiars dels activistes suïcides, un comitè mèdic que vetlla per la salut i necessitats mèdiques dels membres i de les seves famílies o també, l'anomenat departament d'il·lustració pública, responsable de la comunicació externa i propaganda.
La complexitat i tàctiques de l'organització estan centrades a assolir un alt nivell de seguretat operacional fora del Consell. Sovint, les cèl·lules que formen l'organització no estan al corrent de les activitats i estratègies de les altres. El Consell Shura vetlla per mantenir un alt grau de seguretat operacional, organitzant reunions de forma infreqüent i adoptant l'ús de missatgeria com a eina de comunicació.

### Finançament i col·laboració

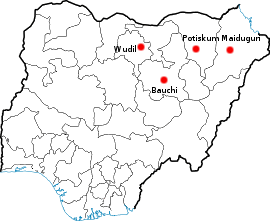
Ciutats de l'est de Nigèria on s'ha registrat una activitat més intensa de Boko Haram.

Boko Haram obté finançament a través de les diferents cèl·lules repartides per tot Nigèria, com també de la seva base principal situada a Maiduguri, al nord-est del país. Tot i això, l'organització ha desenvolupat una font d'ingressos de manera indirecta. Tan sols el 2011, Boko Haram va obtenir uns tres milions de dòlars en robatòris en entitats bancàries a part dels nombrosos ingressos de negociacions per l'alliberació d'ostatges, normalment occidentals. El 2013, el govern francès va pagar 17 milions de dòlars a Boko Haram per l'alliberació de quatre ostatges francesos segrestats l'any 2010 al Niger. L'any 2013, es va descobrir que alts càrrecs del govern nigerià com ministres, ambaixadors, senadors i fins i tot generals de l'exèrcit eren estrets col·laboradors d'aquesta organització i l'havien estat finançant mensualment amb centenars de milers de dòlars.
Com moltes altres organitzacions terroristes, una part molt important dels ingressos de Boko Haram es basa en el tràfic d'armes i de drogues. Es té constància de diverses col·laboracions entre diverses organitzacions criminals i Boko Haram. El paper principal de Boko Haram en aquesta relació d'interessos econòmics és la de transportar substàncies il·licites, principalment cocaïna, que arriben a les costes de països com Ghana, Togo, Benin i Nigèria provinents de l'Amèrica del Sud fins a la costa nord africana, sent Tripoli, Tunis, Benghazi i El Caire, entre d'altres, les principals destinacions. Segons apunten algunes fonts d'intel·ligència; aquest tipus de negoci seria impossible de dur a terme, fent referència a les zones on aquests moviments circulen, sense la col·laboració que Boko Haram té amb organitzacions del nord d'Àfrica com Ansaru o Al-Qaida del Magrib Islàmic.
Una de les altres grans vies de finançament de Boko Haram, és la provinent d'altres organitzacions armades com Al-Xabab, Al-Qaida del Magrib Islàmic i una organització de caritat establerta a Londres anomenada Al-Muntada Trust Fund. Altres formes de suport com entrenament avançat i tàctiques militars han estat resultat de l'estreta col·laboració amb organitzacions com Al-Shabaab, Al-Qaida, Al-Qaida del Magrib Islàmic i, més recentment, Estat Islàmic. L'any 2013, es va descobrir que alts càrrecs de l'exèrcit nigerià havien donat suport logístic a Boko Haram i havien aportat entrenament militar als seus membres.

### Operativa

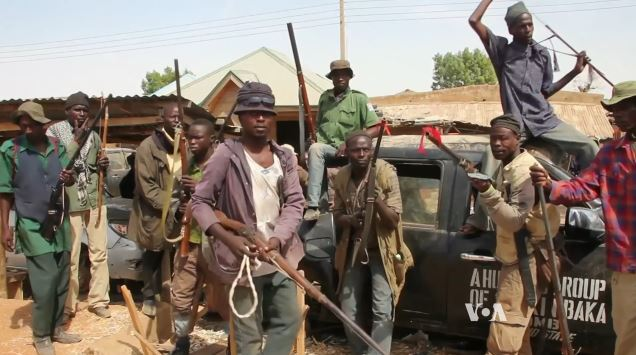
Milícia d'autodefensa de Gombi, Estat d'Adamawa, Nigèria.

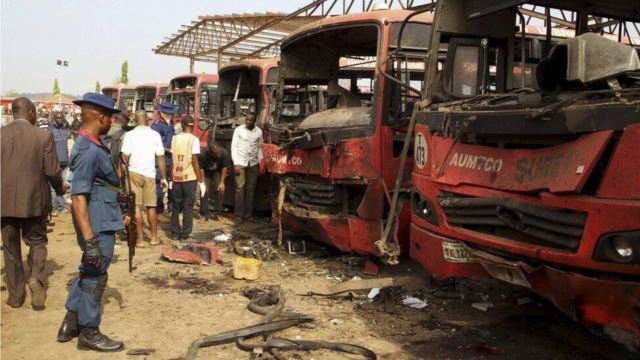
Atemptat bomba de Boko Haram a Abuja, Nigèria.

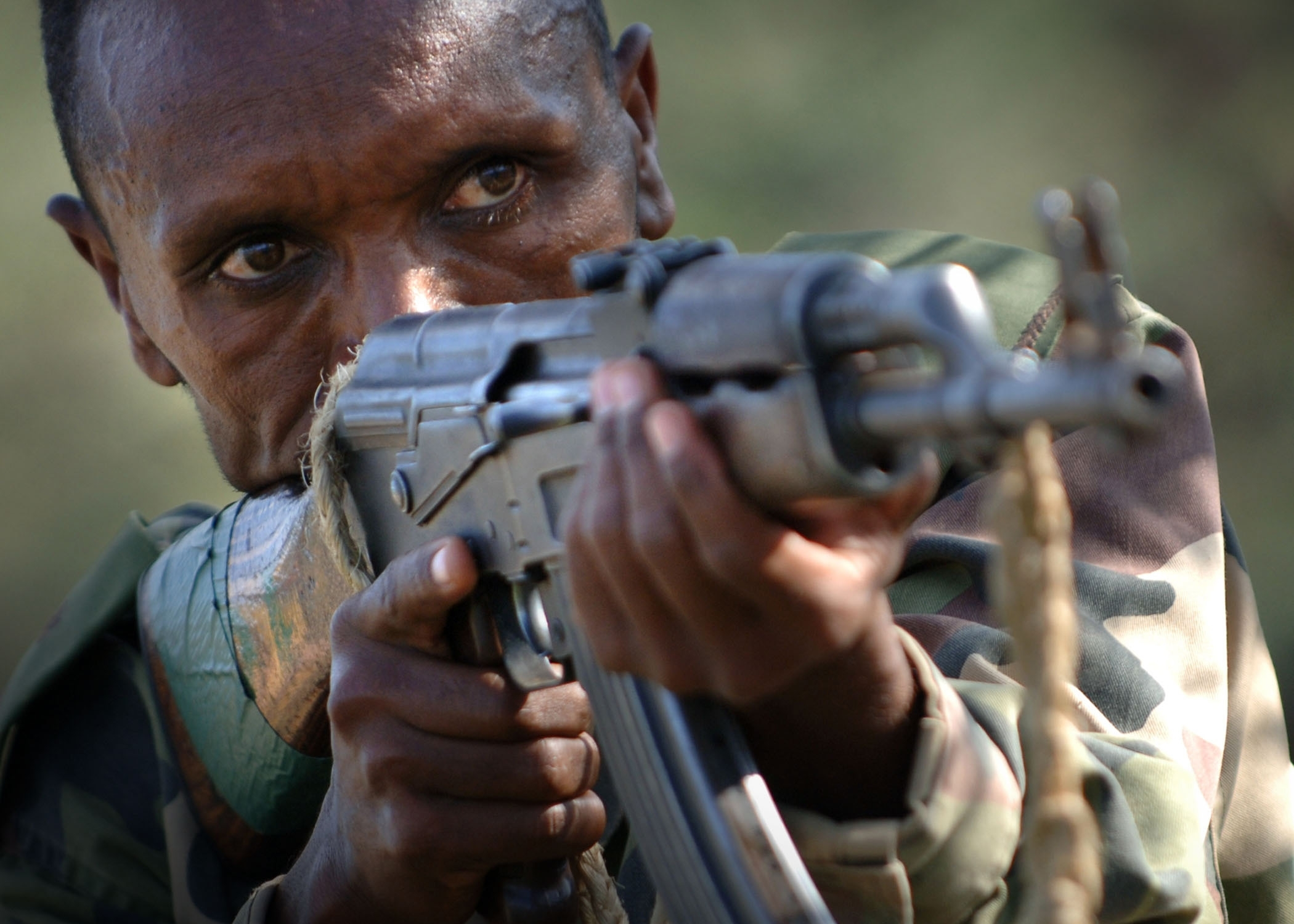
Fusell d'assalt AK-47 o Kalashnikov, arma d'assalt principal de Boko Haram.

Des de la primera actuació de Boko Haram l'any 2002, l'operativa del grup ha evolucionat notablement. Els primers atacs d'aquesta organització estaven centrats a atacar posicions policials, patrulles de seguretat i presons. Els actes que duien a terme eren més aviat senzills i els membres de l'organització mancaven d'experiència i entrenament operacional. Des de 2011, l'operativa del grup ha evolucionat com també els seus objectius i armament. El 2011, Boko Haram va utilitzar cotxes bomba i activistes suïcides per primera vegada, incrementant així el grau de destrucció, el nombre de morts per atac i captant l'atenció dels mitjans de comunicació.
A la primera meitat del 2014, Boko Haram va incrementar el nombre d'atacs a escoles i esglésies al nord-est de Nigèria, utilitzant fusells d'assalt del tipus AK-47 i explosius diversos, causant així un gran nombre de morts civils. Des de la segona meitat del 2014 les operacions de Boko Haram demostraren una gran acceptació de molts sectors de la població nigeriana, especialment de les regions del nord-est del país. Tot i la letalitat de l'organització, Boko Haram es diferencia d'altres grups com Estat Islàmic o Al-Qaida per la seva ineficàcia a l'hora de combatre contra les forces militars nigerianes.
Des de 2013 Boko Haram centra les seves operacions en estats del nord-est de Nigèria com Borno, Yobe i Estat d'Adamawa i ocasionalment ha atacat objectius a estats com Kano, Kaduna i Nassarawa. Segons els experts, aquests atacs aïllats estan centrats a aconseguir l'atenció dels mitjans de comunicació, ja que els atacs més exitosos de l'organització només es veuen als estats on la xarxa Kanuri té control. Boko Haram aconseguí atacar, en nombroses ocasions, objectius fronterers fora de territori nigerià en països com el Camerun, Txad i Níger.

### Tàctiques
La majoria dels atacs que Boko Haram du a terme són principalment assalts armats i atacs bomba. L'any 2012, protagonitzà, aproximadament, uns 240 atacs armats i 150 atacs utilitzant explosius. L'activitat del grup està centrada a atacar casernes policials, edificis, personalitats governamentals i infraestructura militar. Una de les característiques de Boko Haram és l'increment, des de 2011, d'atacs i segrestos en escoles i la destrucció d'establiments de tota classe. Les armes més utilitzades de l'organització són majoritàriament fusells d'assalt del tipus Avtomat Kalàixnikov, més coneguts com a AK-47 o Kalàixnikov, artefactes explosius improvisats, dinamita i armes incendiàries del tipus còctel Molotov.

### Radicalització i reclutament
Alguns factors com la pobresa, l'elevada taxa d'atur i el gran nombre de famílies desestructurades són determinants per entendre per què molts joves, principalment nigerians, s'uneixen a les files de Boko Haram. Les ensenyances de l'extremisme islàmic a Nigèria presenten al govern com a corrupte, dèbil i molt influït pels països occidentals.
És sabut que Boko Haram sovint capta alguns dels seus membres donant-los un sou. Pagant a alguns dels seus membres per assassinar politics del govern nigerià, robar cotxes, camions i bancs. La gran acceptació i simpatia que tenia el difunt fundador de l'organització, Muhammad Yusuf, fa que algunes personalitats de pes polític i també seguidors de les seves idees, simpatitzin amb Boko Haram. Els violents antecedents entre Cristians i Musulmans, especialment a la regió de "Middle Belt", que van deixar un gran nombre de morts, provocaren un sentiment de venjança de la població musulmana cap a la cristiana i cap al govern de Nigèria. Alguns dels membres de Boko Haram s'han radicalitzat a través de l'Imam Dr. Ibrahim Datti Ahmed, famós per haver encapçalat algunes de les campanyes més radicals del nord-est de Nigèria. Ahmad Gumi, en algun dels seus sermons, ha fet crides a la població nigeriana per combatre la presència occidental i l'iranià Ibrahim Zakzaky, organitzador de protestes anti-americanes, ha animat i promogut la formació de grups anti-occidentals.

### Propaganda

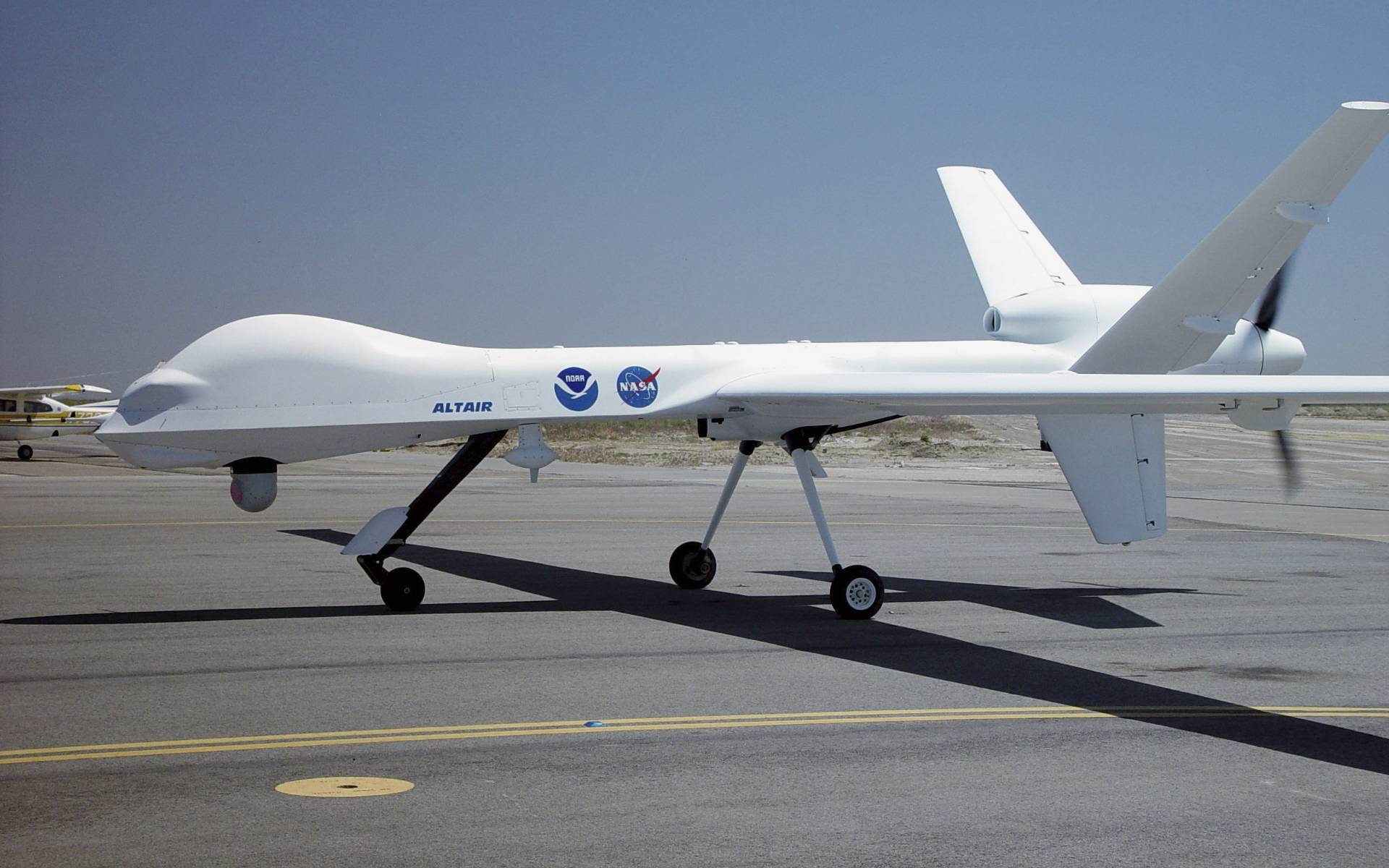
Drone dels EUA de tipus "Predator", utilitzat el 2014 per a cercar les noies segrestades per Boko Haram.

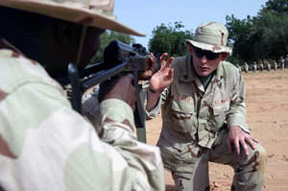
Un sergent de l'exèrcit dels Estats Units entrena a un militar nigerià en el marc de l'operació internacional contra el terrorisme islamista al continent africà.

Essent una de les armes més potents que tenen les organitzacions terroristes, Boko Haram ha fet evolucionar, de manera notable, el seu motor propagandístic. El 2009, quan Boko Haram incrementà les seves activitats, els vídeos on apareixia Abubakar Shekau, normalment gravats amb càmeres web, eren més aviat de baixa qualitat. Des de 2009 fins a mitjans de 2014, la gran majoria de vídeos fets per Boko Haram incloïen proclamacions, extorsions i imatges dels entrenaments que els membres de l'organització portaven a terme. A mitjans de 2014, coincidint amb les mediàtiques eines propagandístiques del grup Estat Islàmic i la posterior aliança entre aquestes dues organitzacions armades, Boko Haram adoptà una actitud molt més violenta a l'hora de mostrar les seves actuacions. S'incrementà l'ús de les noves tecnologies i xarxes socials com twitter o facebook, evolucionant així, la qualitat i brutalitat de les imatges mostrades per l'organització. Alguns dels vídeos de Boko Haram enregistrats des de 2015, mostren decapitacions i altres actes brutals en imatges d'una gran qualitat i edició. En algunes ocasions, alguns vídeos com el de "Harvest of Spies", han estat enregistrats i editats pel mateix grup d'Estat Islàmic.

### Resposta dels països occidentals
Els països occidentals no han mostrat cap mena de resposta contundent per intentar erradicar Boko Haram. Els Estats Units i alguns països europeus com França o el Regne Unit han col·laborat aportant informació recollida per les agències d'intel·ligència i donant assistència logística. Occident considera Boko Haram com un problema de l'Estat de Nigèria i no com una amenaça directa a la seguretat occidental.
Després del segrest de 219 estudiants al poble de Chibok, a l'Estat de Borno el 14 d'abril de 2014, els Estats Units aportaren ajuda logística a l'exèrcit nigerià. Al mes de maig de 2014, es desplegaren diversos drones de tipus "predator", no armats i centrats en la recerca de les noies segrestades. En el mateix any, l'exèrcit dels Estats Units entrenà a les forces militars nigerianes en avançades tàctiques militars i compartint informació d'intel·ligència per ajudar a combatre Boko Haram però, a finals de 2014 es trencà la cooperació entre aquestes dues nacions per, segons els Estats Units; "falta de resposta per part del govern nigerià".
França començà a col·laborar amb aliats com el Txad, Camerun, Níger i Mali per tal de facilitar l'intercanvi d'informació d'intel·ligència i anàlisis de moviments militars transnacionals, incloent-hi els moviments de Boko Haram. El 2013, París posà en marxa un seguit de relacions diplomàtiques amb les seves colònies a la regió del Sahel per tal de combatre l'avenç d'Al-Qaida al Magrib Islàmic. Tot i la cooperació entre les seves colònies, França no ha mostrat interès per combatre les operacions de Boko Haram a Nigèria.